# Alland
Alland è un comune austriaco di 2 568 abitanti nel distretto di Baden, in Bassa Austria; ha lo status di comune mercato (Marktgemeinde). Nel 1972 ha inglobato il comune soppresso di Raisenmarkt.

## Geografia fisica
Il comune si suddivide in dodici comuni catastali (Katastralgemeinden): Alland, Äußerer Kaltenbergerforst, Glashütten, Groisbach, Innerer Kaltenbergerforst, Mayerling, Pöllerhof, Raisenmarkt, Rohrbach, Schwechatbach, Weißenweg e Windhaag.